# Hell or High Water
Hell or High Water (no Brasil, A Qualquer Custo e em Portugal, Hell or High Water - Custe o Que Custar!) é um filme de drama neo-western estadunidense de 2016 dirigido por David Mackenzie e escrito por Taylor Sheridan. Estrelado por Chris Pine, Ben Foster e Jeff Bridges, estreou em seu país de origem em 12 de agosto de 2016.
O filme estreou na seção Un Certain Regard do Festival de Cinema de Cannes de 2016 em 16 de maio de 2016 e foi divulgado nos Estados Unidos em 12 de agosto de 2016. Recebeu aclamação da crítica e arrecadou US $37 milhões. O American Film Institute selecionou-o com um dos seus dez melhores filmes do ano, e foi nomeado para inúmeros prêmios, incluindo 4 indicações ao Oscar: Melhor filme, melhor ator coadjuvante (Bridges) melhor roteiro original e melhor edição.

## Elenco
- Jeff Bridges - Marcus Hamilton
- Chris Pine - Toby Howard
- Ben Foster - Tanner Howard
- Gil Birmingham - Alberto Parker
- Marin Ireland - Debbie Howard
- Katy Mixon - Jenny Ann
- Dale Dickey - Elsie
- Kevin Rankin - Billy Rayburn
- Melanie Papalia - Emily
- John Paul Howard - Justin Howard
- Christopher W. Garcia - Randy Howard
- Margaret Bowman

## Prêmios e indicações
| Lista de prêmios e indicações                 | Lista de prêmios e indicações | Lista de prêmios e indicações | Lista de prêmios e indicações | Lista de prêmios e indicações | Lista de prêmios e indicações |
| Premiação                                     | Categoria                     | Indicação                     | Resultado                     | R.                            |                               |
| --------------------------------------------- | ----------------------------- | ----------------------------- | ----------------------------- | ----------------------------- | ----------------------------- |
| Cannes Film Festival                          | Un certain regard             | David Mackenzie               | Indicado                      | [ 2 ]                         |                               |
| Critics' Choice Awards                        | Melhor filme                  | Hell or High Water            | Indicado                      | [ 3 ]                         |                               |
| Critics' Choice Awards                        | Melhor diretor                | David Mackenzie               | Indicado                      | [ 3 ]                         |                               |
| Critics' Choice Awards                        | Melhor ator coadjuvante       | Jeff Bridges                  | Indicado                      | [ 3 ]                         |                               |
| Critics' Choice Awards                        | Melhor ator coadjuvante       | Ben Foster                    | Indicado                      | [ 3 ]                         |                               |
| Critics' Choice Awards                        | Melhor elenco                 | Todo elenco                   | Indicado                      | [ 3 ]                         |                               |
| Critics' Choice Awards                        | Melhor roteiro original       | Taylor Sheridan               | Indicado                      | [ 3 ]                         |                               |
| Globo de Ouro                                 | Melhor filme de drama         | Hell or High Water            | Pendente                      | [ 4 ]                         |                               |
| Globo de Ouro                                 | Melhor ator coadjuvante       | Jeff Bridges                  | Pendente                      | [ 4 ]                         |                               |
| Globo de Ouro                                 | Melhor roteiro                | Taylor Sheridan               | Pendente                      | [ 4 ]                         |                               |
| Gotham Awards                                 | Melhor ator                   | Jeff Bridges                  | Indicado                      | [ 5 ]                         |                               |
| Gotham Awards                                 | Melhor roteiro                | Taylor Sheridan               | Indicado                      | [ 5 ]                         |                               |
| Independent Spirit Awards                     | Melhor ator                   | Ben Foster                    | Pendente                      | [ 6 ]                         |                               |
| Independent Spirit Awards                     | Melhor roteiro                | Taylor Sheridan               | Pendente                      | [ 6 ]                         |                               |
| Independent Spirit Awards                     | Melhor edição                 | Jake Roberts                  | Pendente                      | [ 6 ]                         |                               |
| National Board of Review                      | Top 10                        | Hell or High Water            | Venceu                        | [ 7 ]                         |                               |
| National Board of Review                      | Melhor ator coadjuvante       | Jeff Bridges                  | Venceu                        | [ 7 ]                         |                               |
| Satellite Awards                              | Melhor filme                  | Hell or High Water            | Pendente                      | [ 8 ]                         |                               |
| Satellite Awards                              | Melhor ator coadjuvante       | Jeff Bridges                  | Venceu                        | [ 8 ]                         |                               |
| Satellite Awards                              | Melhor roteiro original       | Taylor Sheridan               | Pendente                      | [ 8 ]                         |                               |
| Washington D.C. Area Film Critics Association | Melhor filme                  | Hell or High Water            | Indicado                      | [ 9 ]                         |                               |
| Washington D.C. Area Film Critics Association | Melhor diretor                | David Mackenzie               | Indicado                      | [ 9 ]                         |                               |
| Washington D.C. Area Film Critics Association | Melhor ator coadjuvante       | Jeff Bridges                  | Indicado                      | [ 9 ]                         |                               |
| Washington D.C. Area Film Critics Association | Melhor ator coadjuvante       | Ben Foster                    | Indicado                      | [ 9 ]                         |                               |
| Washington D.C. Area Film Critics Association | Melhor elenco                 | Todo o elenco                 | Venceu                        | [ 9 ]                         |                               |
| Washington D.C. Area Film Critics Association | Melhor roteiro original       | Taylor Sheridan               | Indicado                      | [ 9 ]                         |                               |